# 天主教基維丁-勒佩斯總教區
天主教基維丁-勒佩斯總教區（拉丁語：Archidioecesis Kivotina–Passitana）是加拿大一個教省總教區，是該國十八個總教區之一。下轄兩個教區。
總教區包括馬尼托巴和薩斯喀徹溫的北部、安大略的西北部。2004年教友有41,869人、四十九個堂區、十三名司鐸。現任總主教為馬瑞·卡特蘭。
1910年3月4日設基維丁代牧區。1967年7月13日升為總教區。